# Louie Clemente
Louie Clemente (23 gennaio 1965) è un batterista statunitense.

## Carriera
Fu il primo batterista ufficiale dei Testament. Entrato nel 1983, fu sostituito temporaneamente da Mike "The Rottweiler" Ronchette (presente del famoso demo della band), rientrò nella band nel 1986: giusto in tempo per la pubblicazione del primo album. Ha militato ininterrottamente fino al 1992, anno di pubblicazione di The Ritual, successivamente lasciò la band e si ritirò dal mondo della musica, abbandonando anche lo strumento per diversi anni, affermandosi invece col proprio mestiere di antiquario. Nel 2005 partecipò al reunion tour del gruppo, documentato nel DVD Live in London. Attualmente, i Testament si presentano con la formazione degli esordi ma, dopo tante voci e smentite, Louie non è rimasto nell'organico del gruppo e i motivi sono ignoti. Il suo posto all'interno dei Testament è attualmente occupato da Gene Hoglan, che aveva già suonato con la band nell'album Demonic nel 1997.

## Discografia

### Con i Testament
- 1987 - The Legacy
- 1987 - Live at Eindhoven (EP dal vivo)
- 1988 - The New Order
- 1989 - Practice What You Preach
- 1990 - Souls of Black
- 1992 - The Ritual
- 1993 - Return to the Apocalyptic City (EP dal vivo)
- 2005 - Live in London (album dal vivo)